# Tallharticka
Tallharticka (Onnia triquetra) är en svampart som först beskrevs av Christiaan Hendrik Persoon, och fick sitt nu gällande namn av Imazeki 1955. Tallharticka ingår i släktet Onnia och familjen Hymenochaetaceae.  Arten är reproducerande i Sverige. Inga underarter finns listade i Catalogue of Life.